# Zawisza Bydgoszcz
Zawisza Bydgoszcz war ein Sportverein aus der polnischen Stadt Bydgoszcz (dt. Bromberg). Er wurde 1946 gegründet und nach dem mittelalterlichen Ritter Zawisza Czarny benannt. Die Farben des Vereins sind blau-schwarz. Die Fußballer von Zawisza Bydgoszcz spielen im Zdzisław-Krzyszkowiak-Stadion, das 20.247 Zuschauern Platz bietet. Am 31. Dezember 2021 wurde der Hauptverein aus finanziellen Gründen aufgelöst. Die einzelnen Abteilungen bleiben aber als selbständige Vereine bestehen.

## Geschichte

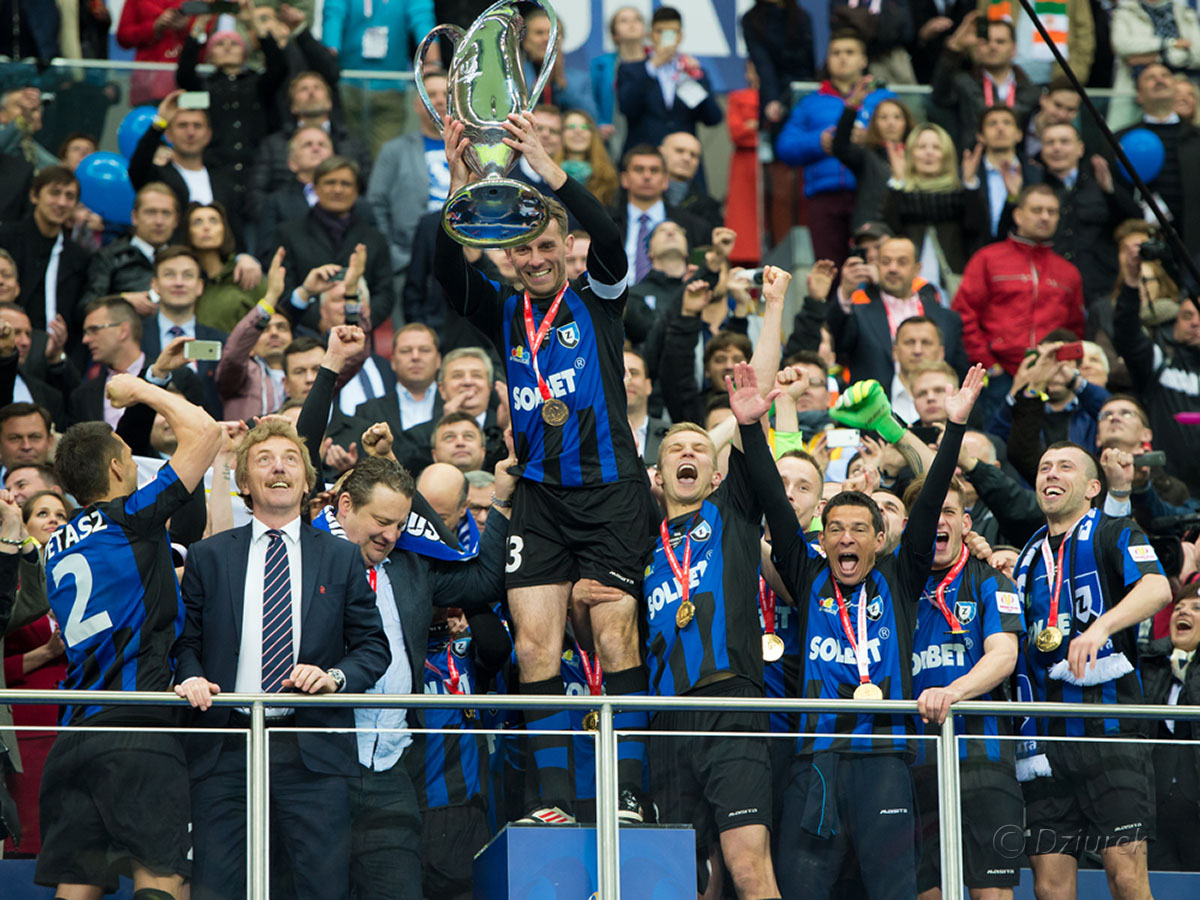
Sieg im polnischen Pokal 2014

Der Verein wurde im Mai 1946 in Koszalin von Soldaten der 48. Regionalen-Autowerkstatt gegründet. Koszalin war zu der Zeit Sitz des polnischen Wehrbereichskommando II. Der erste Vereinspräsident wurde Oberstleutnant Marian Gutaker. Zu den Vereinsfarben wurden die Farben der Bandschnalle des Ordens Virtuti Militari gewählt.
Im Jahre 1947 wurde das Oberkommando des Wehrbereichs nach Bydgoszcz verlegt und der Verein wurde in WKS Zawisza Bydgoszcz umbenennant. Auf politischen Druck wurde der Verein im Februar 1950 in Legia Bydgoszcz und im Oktober in OWKS Bydgoszcz umbenannt. Die Vereinsfarben wurden den anderen Armee-Sportvereinen angepasst und waren nun grün-weiß-rot. Im Jahre 1954 wurde der Verein in CWKS Bydgoszcz umbenannt und auf Entscheid des polnischen Verteidigungsministeriums zusammen mit allen anderen Armee-Sportvereinen, mit Ausnahme von Legia Warschau, vom Spielbetrieb zurückgezogen. Ein Jahr später erfolgte die Rückkehr in die 2. Liga. Im Jahre 1957 wurde es den Armee-Sportvereinen erlaubt zu ihren ursprünglichen Vereinsnamen zurückzukehren. Drei Jahre später feierte Zawisza unter dem ungarischen Trainer Kristóf Scharle den Aufstieg in die 1. polnische Liga. Im Jahre 1976 kehrte man zu den ursprünglichen Vereinsfarben zurück. 1981 gewann die Juniorenmannschaft die polnische Meisterschaft. In der Saison 1993 nahm Zawisza am Intertoto-Cup teil. Ein Jahr später stieg der Verein in die 2. polnische Liga ab. 1998 wurde die 1. Mannschaft aus finanziellen Gründen aufgelöst, die Junioren des Vereins wurden für die 4. polnische Liga gemeldet. Im Jahre 2000 verlegt ein ehemaliger Spieler von Zawisza, Piotr Nowak, seinen Drittligisten KP Konin nach Bydgoszcz und nennt ihn Zawisza S.S.A. (Sportaktiengesellschaft). Ein Jahr darauf wird Zawisza S.S.A. wieder aufgelöst, die Mannschaft aus der 4. Liga fusioniert mit Chemik Bydgoszcz zu Chemik/Zawisza Bydgoszcz. Im Jahre 2003 wurde die Fusion aufgelöst und ein neuer Verein, der SP Zawisza, von den Fans gegründet. Im Jahre 2006 wurde der Zweitligaverein Kujawiak Włocławek von seinem Eigentümer nach Bydgoszcz verlegt und in Zawisza S.A. (Aktiengesellschaft) umbenannt, die meisten Fans in Polen boykottierten diesen Verein jedoch und demonstrierten damit die Verbundenheit mit dem in der 4. Liga spielenden SP Zawisza. Ein Jahr später wird Zawisza S.A. aufgrund von Manipulationen der Spiele durch den Vorgängerverein Kujawiak Włocławek aus der 2. Liga zurückgezogen und später aufgelöst, der Fan-Verein SP Zawisza spielt weiter in der 4. Liga. Im Jahre 2008 belegte SP Zawisza in der 4. Liga den 1. Platz und schaffte nach zwei Aufstiegsspielen den Aufstieg in die nach der Ligareform neugegründete 2. Liga (bisher 3. Liga).
Im Jahre 2009 gründeten die Stadt Bydgoszcz und SP Zawisza einen neuen Verein, den WKS Zawisza S.A. (Aktiengesellschaft). 2011 wurde der neue Verein Vizemeister der 2. Liga und feierte den Aufstieg in die 1. Liga. Im Jahre 2013 wurde Zawisza Meister der 1. Liga und schaffte damit nach 19 Jahren den Wiederaufstieg in die Ekstraklasa.
Ein Jahr darauf feierte man mit dem Gewinn des Polnischen Pokals und des Supercups die erfolgreichste Saison in der Vereinsgeschichte. Der Verein qualifizierte sich dadurch für die UEFA Europa League. Im nächsten Jahr stieg man in die 1. Liga ab. 2016 verkaufte der Besitzer nach dem verpassten Wiederaufstieg den Verein. Zawisza bekam aus finanziellen Gründen keine Lizenz, weder für die 1. Liga noch für die 2. Liga. Die Fans gründeten daraufhin den SP Zawisza wieder und melden diesen Verein für die B-Klasse, die achte polnische Liga. Der WKS Zawisza S.A. meldete nicht für den Spielbetrieb und wurde aufgelöst.

## Geschichte des Vereinswappens

1946 bis 1950
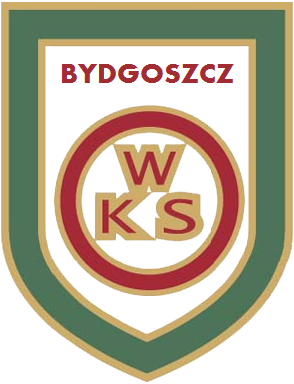
1950 bis 1954
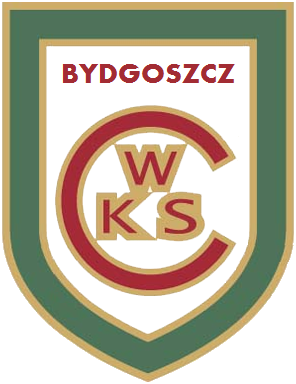
1954 bis 1957
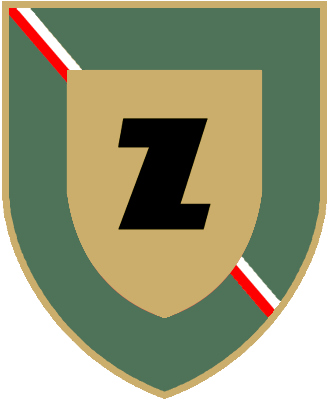
1957 bis 1976
1976 bis 2001
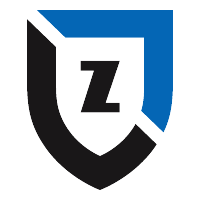
2003 bis 2014 und ab 2016 (nur die Fußballabteilung - SP Zawisza)

## Erfolge
- 1× Polnischer Pokalsieger: 2014
- 1× Polnischer Supercupsieger: 2014
- 1× Polnischer Junioren-Meister: 1981
- 1× Polnischer Junioren-Vizemeister: 1958, 1986

## Europapokalbilanz
| Saison  | Wettbewerb         | Runde        | Gegner           | Gesamt | Hin     | Rück    |
| ------- | ------------------ | ------------ | ---------------- | ------ | ------- | ------- |
| 1993    | Intertoto-Cup      | Gruppenphase | Halmstads BK     | 1:2    | 1:2 (A) | 1:2 (A) |
| 1993    | Intertoto-Cup      | Gruppenphase | Brøndby IF       | 6:1    | 6:1 (H) | 6:1 (H) |
| 1993    | Intertoto-Cup      | Gruppenphase | Jantra Gabrowo   | 0:0    | 0:0 (A) | 0:0 (A) |
| 1993    | Intertoto-Cup      | Gruppenphase | SK Rapid Wien    | 1:1    | 1:1 (H) | 1:1 (H) |
| 2014/15 | UEFA Europa League | 1. Runde     | SV Zulte Waregem | 2:5    | 1:2 (A) | 1:3 (H) |

Gesamtbilanz: 2 Spiele, 2 Niederlagen, 2:5 Tore (Tordifferenz −3)

## Bekannte Spieler
- Paweł Abbott
- Zbigniew Boniek
- Wahan Geworgian
- Hérold Goulon
- Jacek Góralski
- Benjamin Imeh
- Paweł Kryszałowicz
- Igor Lewczuk
- Wojciech Łobodziński
- Stefan Majewski
- Michał Masłowski
- Piotr Nowak
- Arkadiusz Onyszko
- Dariusz Pasieka
- Vuk Sotirović
- Sławomir Wojciechowski

## Sonstige Abteilungen
Die anderen Abteilungen des Vereins haben viele Welt-, Europameister und Olympiasieger hervorgebracht.